# Bhatli
Bhatli es una ciudad censal situada en el distrito de Bargarh en el estado de Odisha (India). Su población es de 4865 habitantes (2011). Se encuentra a 14 km de Bargarh, y a  305 km de Bhubaneswar.

## Demografía
Según el censo de 2011 la población de Bhatli era de 4865 habitantes, de los cuales 2396 eran hombres y 2469 eran mujeres. Bhatlitiene una tasa media de alfabetización del 78,20%, superior a la media estatal del 72,87%: la alfabetización masculina es del 86,02%, y la alfabetización femenina del 70,71%.